# Хвойник толстоветвистый
Хвойник толстоветвистый (лат. Ephedra pachyclada) — вид растений рода Хвойник (Ephedra) семейства Хвойниковые (Ephedraceae).

## Распространение
Египет (Синайский полуостров), Афганистан, страны Персидского залива, Иран, Пакистан, Палестина. В Аравии: Саудовская Аравия, ОАЭ, Оман и Йемен. На открытых горных склонах и уступах скал; на высоте около 1000—1300 м.

## Ботаническое описание
Прямостоячий густоветвистый кустарник до 0,75 (1) м выс. Ветви шероховатые, поперечно-морщинистые, сильноветвистые, плотно прижатые друг к другу; молодые побеги 2—4 мм толщиной, с междоузлиями 2—6 см длиной, сизовато-зелёные, более старые — буроватые или коричневые. Листовые влагалища, по крайней мере, у молодых побегов, 1—2 мм длиной, равны диаметру вытянутого стебля и длиннее рудиментарных листьев. Края листовых влагалищ и кроющие чешуи голые.
Микростробилы в густых пазушных собраниях; с (5) 6—8 (9) сидячими или короткочерешковыми пыльниками (микроспорангиями). Семенные шишки в пазушных собраниях или короткочерешковые, преимущественно односеменные; незрелые шишки яйцевидные; кроющие чешуи сросшиеся основаниями до трети их длины; зрелые шишки мясистые, красные. Семена одиночные, коричневато-чёрные.